# 奧卡特 (加利福尼亞州)
奧卡特（英語：Orcutt）是位於美國加利福尼亞州聖巴巴拉縣的一個人口普查指定地區。

## 地理
奧卡特的座標為34°52′28″N 119°45′21″W / 34.87444°N 119.75583°W，而該地最高點為海拔高度109米（即358英尺）。

## 人口
根據2010年美國人口普查的數據，奧卡特的面積為28.825平方千米，當中陸地面積為28.811平方千米，而水域面積為0.014平方千米。當地共有人口35262人，而人口密度為每平方千米1,223人。